# Jane Robinson
Pour les articles homonymes, voir Robinson.
Jane Robinson, née en 1959 à Édimbourg, est une historienne et essayiste britannique spécialisée dans l'étude des femmes pionnières dans divers domaines. 

## Biographie
Jane Robinson est élève à la Easingwold School, dans le Yorkshire, puis étudiante au Somerville College d'Oxford où elle étudie la langue et la littérature anglaises. Après avoir travaillé dans le commerce de livres anciens, elle décide de vivre de sa plume et des conférences qu'elle donne sur des sujets historiques. 
En 1994, elle publie Unsuitable for Ladies, une anthologie d'écrits de femmes voyageuses et « entreprenantes », notamment Christine de Pizan, la criminelle Mary Frith ou encore la soldate Christian Davies. En 2005, elle publie une biographie de l'infirmière Mary Seacole, et son livre de 2009 Bluestockings décrit l'entrée des femmes dans les universités anglaises depuis les années 1860 jusqu'en 1939,. 
En 2011, elle publie, sous le titre A Force to Reckoned With, une histoire du Women's Institute. En 2015, elle publie In the Family Way: Illegitimacy Between the Great War and the Swinging Sixties. En 2018, elle publie Hearts And Minds: The Untold Story of the Great Pilgrimage and How Women Won the Vote, sur les suffragistes britanniques et leur marche vers Londres en 1913. 
Ladies can't climb ladders - The pioneering adventures of the first professional women, publié en 2020, explore la vie des femmes pionnières qui se forgent une carrière dans les domaines de la médecine, du droit, du monde universitaire, de l'architecture, de l'ingénierie et de l'Église, dans la période qui suit le Sex Disqualification (Removal) Act de 1919,.

## Publications
- Wayward Women: A Guide to Women travellers, 1990, Oxford University Press  (ISBN 0192828223)
- Unsuitable for ladies: an anthology of women travellers, 1994, Oxford University Press  (ISBN 0192116819)
- Angels of Albion : Women of the Indian Mutiny, 1996, Viking  (ISBN 0670846708)
- Parrot Pie for breakfast : an Anthology of women pioneers (1999, Oxford University Press,  (ISBN 0192880209)
- Pandora's daughters: The secret History of enterprising women, 2002, Constable  (ISBN 0094805105)
- Mary Seacole: The charismatic black nurse who became a heroine of the Crimea, 2005, Constable  (ISBN 9781845294977)
- « Supporters or subversives? Mixed from women travellers in the theatre of War », dans Béatrice Bijon & Gérard Gacon (dir.), In-between Two Worlds: Narratives by Female Explorers and Travellers, 1850-1945, Peter Lang, 2009 (ISBN 1433105977), p. 11-16.
- Bluestockings : the remarkable story of the first women to fight for an education, 2009, Viking  (ISBN 9780141029719)
- A Force to be reckoned with: A History of the Women's Institute, 2011, Virago  (ISBN 9781844086597)
- In the family way: illegitimacy between the Great War and the Swinging Sixties, 2015, Viking  (ISBN 978-0670922062)
- Hearts And Minds: The untold story of the Great Pilgrimage and how women won the vote, 2018, Doubleday  (ISBN 978-0857523914)
- Ladies can’t climb ladders - The pioneering adventures of the first professional women, 2020, Doubleday  (ISBN 9780857525871)
- Josephine Butler - A Very Brief History, 2020, SPCK Publishing  (ISBN 9780281080618)